# Nationalliga A (Eishockey) 1959/60
Die Saison 1959/60 war die 22. reguläre Austragung der Nationalliga A, der höchsten Schweizer Spielklasse im Eishockey. Zum 23. Mal in seiner Vereinsgeschichte wurde der HC Davos Schweizer Meister, während der EHC Arosa in die NLB abstieg.

## Modus
Wie im Vorjahr wurde die Liga in einer gemeinsamen Hauptrunde ausgetragen. Jede der acht Mannschaften spielte in Hin- und Rückspiel gegen jeden Gruppengegner, wodurch die Gesamtanzahl der Spiele pro Mannschaft 14 betrug. Der Tabellenerste wurde Schweizer Meister, während der Tabellenletzte gegen den besten Zweitligisten in der Relegation um den Klassenerhalt antreten musste. Für einen Sieg erhielt jede Mannschaft zwei Punkte, bei einem Unentschieden einen Punkt. Bei einer Niederlage erhielt man keine Punkte.

## Hauptrunde

### Abschlusstabelle
| Pl. | Team                      | Sp. | S  | U | N  | Tore   | Pkt. |
| --- | ------------------------- | --- | -- | - | -- | ------ | ---- |
| 1.  | HC Davos                  | 14  | 10 | 0 | 4  | 80:46  | 20   |
| 2.  | Zürcher SC                | 14  | 9  | 1 | 4  | 76:45  | 19   |
| 3.  | SC Bern                   | 14  | 7  | 2 | 5  | 60:46  | 16   |
| 4.  | Young Sprinters Neuchâtel | 14  | 7  | 0 | 7  | 67:57  | 14   |
| 5.  | EHC Basel-Rotweiss        | 14  | 7  | 0 | 7  | 62:65  | 14   |
| 6.  | Lausanne HC               | 14  | 6  | 1 | 7  | 69:83  | 13   |
| 7.  | HC Ambrì-Piotta           | 14  | 6  | 0 | 8  | 56:75  | 12   |
| 8.  | EHC Arosa                 | 14  | 2  | 0 | 12 | 52:105 | 4    |

## Relegation
- EHC Arosa – EHC Visp 4:6

Der EHC Arosa musste wie im Vorjahr in die Relegation und traf auf den besten Zweitligisten, den EHC Visp, dem er mit 4:6 unterlag, wodurch der EHC Arosa in die NLB abstieg und der EHC Visp dessen Platz in der NLA einnahm.